# Monasterio de Makariev
El convento de la Santa Trinidad de Makáriev (antiguamente: monasterio) (en ruso: Свято-Троице-Макарьево-Желтоводский монасты́рь, transl.: Svyato-Troitse-Makárievo-Zheltovodski monastyr) es un convento de la iglesia ortodoxa rusa situado en las cercanías de la pequeña localidad de Makárievo, en el óblast de Nizhni Nóvgorod.

## Historia

### Fundación
Según la leyenda, fue fundado a comienzos del siglo XV (año 1435 o 1415 de acuerdo con la eparquía de Nizhni Nóvgorod) por el misionero San Macario como convento para hombres. El centro religioso se construyó a orillas del lago Zhóltoie (lago amarillo) posteriormente absorbido por el río Volga, de ahí su apelativo "Zheltovodski" (de aguas amarillas).
En 1439 fue incendiado por el khan tártaro Ulugh Muhammad. Macario, tras ser hecho prisionero, fue liberado por el khan a cambio de no reconstruyese el monasterio. Macario fue entonces a los bosques de Kostromá, donde construyó un nuevo monasterio en la ribera deiones del río Unzha, ahora conocido como monasterio Unzhensky Makaryev.

### Remodelación del monasterio y la feria comercial

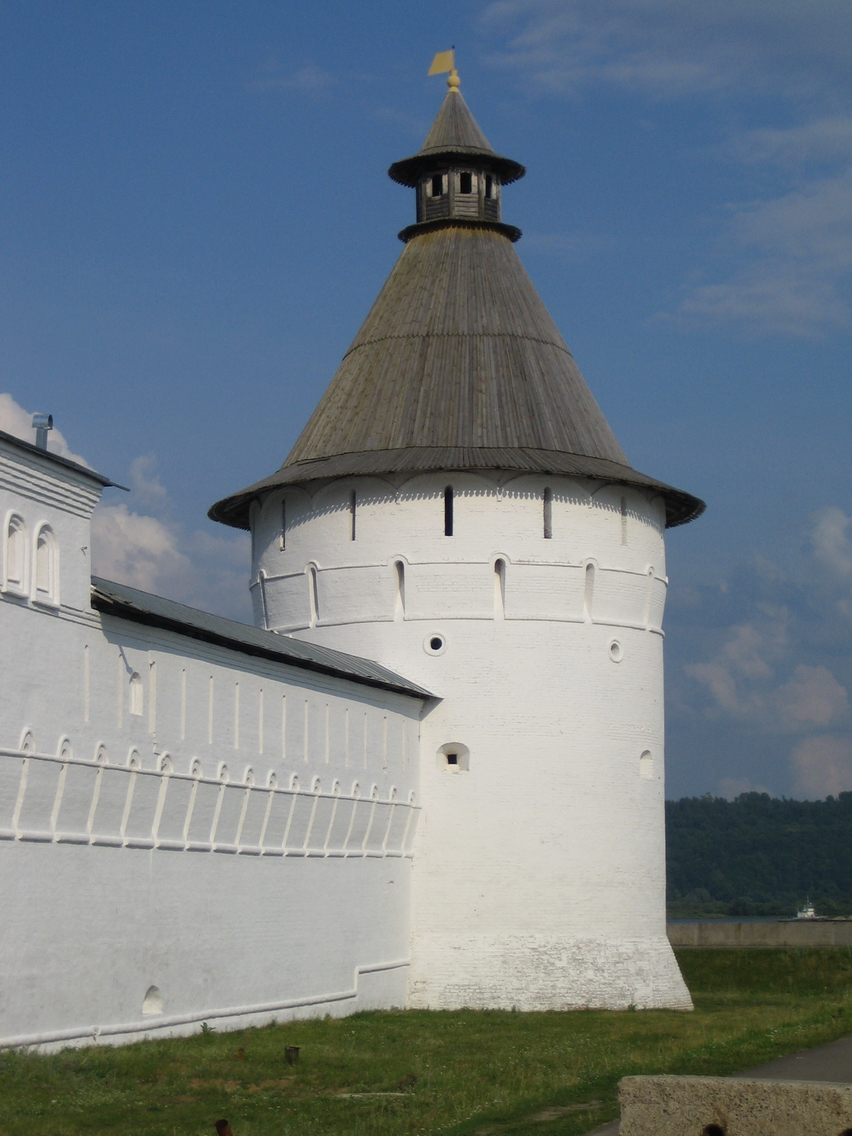
Una de las torres del Monasterio de Makáriev

En 1620, el monje Avraami (Abraham) llegó desde Múrom (ahora óblast de Vladímir) con el fin de reconstruir el monasterio y pronto se le unieron otros monjes. Cuatro años después acabaron la primera catedral en madera, la catedral de la Santa Trinidad, que fue consagrada en 1624.
La mayoría de los principales edificios que se conservan del monasterio fueron construidos en piedra entre 1651 y 1667. El perímetro que rodea el complejo fue vallado a modo de fuerte con murallas de piedra, y formando un cuadrado de unos 200 metros con torres en cada esquina. De ese periodo cabe destacar la catedral (reconstruida) de la Santa Trinidad (1658), la Iglesia de la Dormición de Nuestra Señora  (conocida como "Uspenski") con un extenso refectorio de dos plantas de 420 m², el campanario (1651), la iglesia de San Miguel Arcángel sobre la puerta sur y las celdas de clausura monástica.
En 1808, fue construida la Iglesia de San Macario en estilo neoclásico. Finalmente, el monasterio tenía siete iglesias y una catedral donde se conservan los restos del propio san Macario de Unzha.
A pesar de las fortificaciones, el complejo fue tomado por las fuerzas rebeldes cosacas de Stenka Razin en 1670.
Durante más de dos siglos, en las afueras del lugar tuvo lugar cada verano una feria comercial, la feria de Makáriev,  una de las ferias más importantes en la Rusia europea oriental. La feria tenía lugar en los meses de julio y allí llegaban comerciantes de Europa y de Asia para intercambiar bienes. Desde 1620 la feria fue una fuente importante de ingresos en la economía del Imperio ruso. Hacia 1800 ya tenía más de tres mil edificios, privados y gubernamentales, que aportaban millones de rublos en tasas. En 1816, se produjo un vasto incendio que asoló el lugar y destruyó la mayoría de edificios, con pérdidas millonarias. Al año siguiente la feria fue trasladada a la ciudad de Nizhni Nóvgorod donde se hizo incluso más popular.

### Traslado a Nizhni Nóvgorod y el Convento

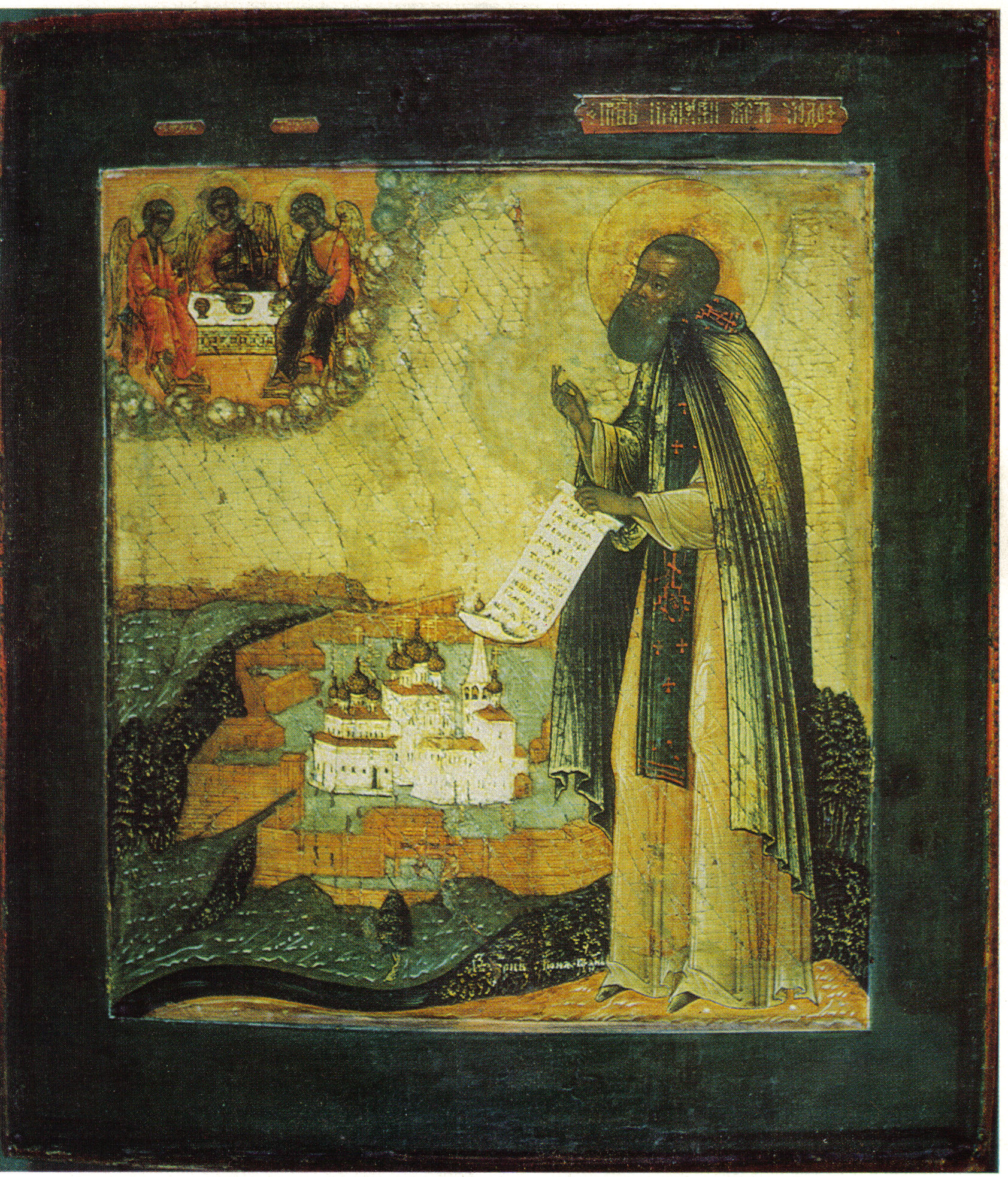
Icono de San Macario

Con el traslado de la feria, el monasterio perdió su principal fuente de ingresos y los monjes comenzaron a abandonar el centro religioso. A esto cabe añadir un nuevo cambio en la dirección del río Volga que incorporó el lago Zhóltoie. Los edificios del monasterio no habían sido pensados para afrontar las aguas del gran río, con sus fuertes crecidas primaverales. Los muros del monasterio empezaron a derrumbarse fruto de la erosión. Preocupados por la seguridad de los monjes, la eparquía de Nizhny Novgorod y las autoridades locales optaron por clausurar el convento, poco después la comunidad monástica fue disuelta en 1869 quedando un solo monje al cuidado del terreno abandonado. La diócesis trasladó los iconos, campanas y otros objetos de valor a otras iglesias a excepción del icono de San Macario, que permaneció en del monasterio ante las súplicas de los vecinos de Makárievo.
Algunos años después el Volga volvió de nuevo a su curso original, casi a un kilómetro de los edificios del monasterio, lo que evitaba los riesgos. En 1882, el monasterio fue reabierto y volvieron a producirse reformas en el antiguo monasterio, esta vez como convento para mujeres. En 1910, la cúpula principal de la catedral de la Trinidad fue reconstruida y decorada con nuevos frescos. En 1917 ya residían en el convento alrededor de trescientas monjas.

### Revolución Rusa y II Guerra Mundial

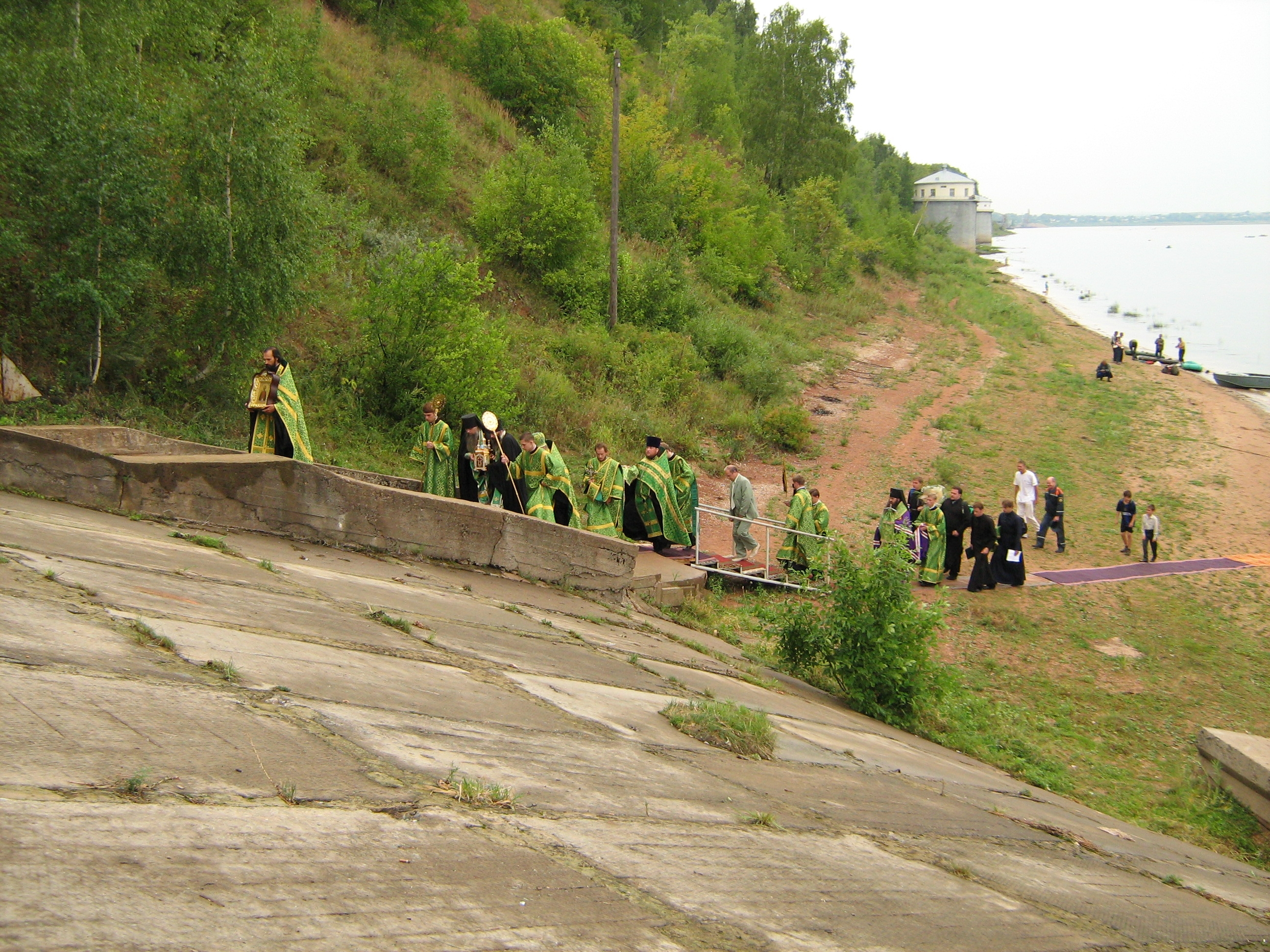
Monjes haciendo el traslado de la cabeza de San Macario

Tras la Revolución de Octubre las autoridades bolcheviques nacionalizaron las propiedades monásticas y en 1927 las monjas fueron expulsadas del convento. Entre 1928 y 1929 el recinto sirvió de orfanato y posteriormente cedido a otras instituciones.
Durante la II Guerra Mundial el lugar fue utilizado como hospital militar y en 1943 trasladado a la Facultad de Lyskovo, cuyo centro educativo está especializado en veterinaria.

### Restauración
En enero de 1992, rebautizado como "Convento Zheltovodski de la Santa Trinidad de Makáriev" fue restaurado y devuelto a la diócesis ortodoxa de Nizhni Nóvgorod. En 2006 vivían veintidós monjas.
En una ocasión, durante las fiestas de 2007 al Venerable Macario, la cabeza del santo fue portada desde el Monasterio de Nizhni Nóvgorod al de Ascensión de Pecherski.